# Megérett a cseresznye, a meggy
A Megérett a cseresznye, a meggy többféle változatban ismert dallam. Legkorábban Kiss Dénes kéziratos népdalgyűjteményében (1844) található meg. Mai alakjában először Színi Károly 1865-ben megjelent A magyar nép dalai és dallamai című könyve közli.

## Kotta és dallam
Másik változat:
A két szöveg:
| Megérett a cseresznye, a meggy, egy kisleány szedegetni megy. Egész úton dúdolgatja: cseresznye és meggy, ízlik néki mind a kettő, szedegetni megy. | Uccu bizony megérett a meggy, uccu bizony rajta maradt eggy. Mennél jobban érik a meggy, annál jobb a meggy, meggy, meggy, mennél jobban kérik a lányt, annál jobban megy. |

## Felvételek
- Megérett a cseresznye a meggy. cimbalom.nl (Hozzáférés: 2016. május 5.) (audió) arch furulya
- Zárnya szárnya...Árok is van gödör...-Uccu bizony megérett a meggy... Rigó Ferenc  YouTube (2014. december 31.)  (Hozzáférés: 2017. január 27.) (audió) 5:20-tól.